# Tomás J. Solari
Tomás Juan Carlos Solari (Buenos Aires, 26 de marzo de 1899 - La Plata, 13 de mayo de 1954) fue un sacerdote católico argentino, que fue arzobispo de La Plata entre 1943 y 1948.

## Biografía
Estudió en el Seminario Mayor de Buenos Aires, siendo ordenado presbítero en abril de 1924.
Fue director de coros de iglesia, y entre mayo de 1939 y mayo de 1947 fue el director de los  Cursos de Cultura Católica de Buenos Aires, por designación del arzobispo Santiago Copello. La función de estos cursos era la formación de jóvenes estudiantes universitarios en temas de filosofía, historia de la iglesia católica y el estudio de la Biblia, como forma de enfrentar el laicismo, el positivismo y el liberalismo imperantes en las universidades argentinas.
En agosto de 1943, el papa Pío XII lo nombró obispo auxiliar de la arquidiócesis de Buenos Aires y obispo titular in partibus infidelium de Aulon, una sede que ya había sido usada dos veces —y que sería usada dos veces más— como sede titular de obispos auxiliares de Buenos Aires. Fue consagrado obispo en noviembre de ese año, de manos del cardenal Santiago Copello. Fue presidente de la Junta de Historia Eclesiástica Argentina.
Fue nombrado arzobispo de La Plata en septiembre de 1948, asumiendo el cargo en el mes de noviembre.
Falleció en La Plata en mayo de 1954.
Una calle y una escuela de Morón (Buenos Aires) llevan su nombre.